# Invicta FC 20
Invicta FC 20: Evinger contra Kunitskaya foi um evento de MMA promovido pelo Invicta Fighting Championships. O evento foi realizado no dia 18 de Novembro de 2016.

## Contexto
O evento teve duas disputas de cinturão como destaque da noite. Na luta principal, a campeã peso galo Tonya Evinger buscava mais uma defesa de cinturão para, provavelmente, garantir sua ida para o UFC. Entretanto, a desafiante Yana Kunitskaya estragou a festa, finalizando Evinger em menos de dois minutos, tornando-se assim a nova campeã dos galos da organização.
Já na luta coprincipal da noite, a campeã peso palha Angela Hill fez sua primeira defesa de cinturão contra a brasileira Kaline Medeiros. Com uma atuação bastante segura, a norte-americana levou a melhor, vencendo por decisão unânime e mantendo o cinturão dos palhas.
13 dias após perder o cinturão dos galos do Invicta FC, a americana Tonya Evinger conseguiu recuperar o seu título, e sem entrar dentro da arena hexagonal. A atleta conseguiu um recurso na Comissão Atlética do Estado de Missouri e alterou o resultado de sua luta contra Yana Kunitskaya para ”no contest”.Na ocasião, Evinger colocou o seu título em jogo contra Kunitskaya na luta principal do Invicta FC 20. Kunitskaya finalizou a oponente com um armlock no primeiro round, porém, o árbitro Mike England pediu para Tonya mudar de posição após colocar o seu pé no rosto de Kunitskaya, o que é totalmente legal no MMA. A presidente do Invicta FC Shannon Knapp confirmou que uma revanche entre Evinger e Kunitskaya está nos planos da organização para 2017.

## Bônus da Noite
- Luta da Noite: Não concedido
- Desempenho da Noite: Yana Kunitskaya, Hérica Tibúrcio, JJ Aldrich, e Alexa Conners